# Carly Wopat
Carly Anelalani Wopat (Los Angeles, 13 ottobre 1992) è una pallavolista statunitense.
Gioca nel ruolo di centrale nel Beijing.

## Carriera
La carriera pallavolistica di Carly Wopat inizia a livello scolastico, quando entra a far parte della squadra di pallavolo della Dos Pueblos High School, giocando contemporaneamente col Santa Barbara Volleyball Club; nello stesso periodo fa parte delle selezioni giovanili statunitensi, vincendo la medaglia d'oro al campionato nordamericano Under-18 2008 ed al campionato nordamericano Under-20 2010. Gioca poi nella NCAA Division I con la Stanford University dal 2010 al 2013, senza però ottenere grandi risultati; nonostante questo riceve comunque qualche riconoscimento individuale.
Nella stagione 2014-15 inizia la carriera professionistica col Racing Club de Cannes, club della Ligue A francese, vincendo lo scudetto. Nella stagione seguente approda nella Voleybol 1. Ligi turca, dove difende i colori dello Halk Bankası Spor Kulübü; nel 2016 fa il suo esordio in nazionale maggiore in occasione della Coppa panamericana, vincendo la medaglia di bronzo.
Nel campionato 2016-17 gioca nella V.Premier League Giapponese con le Toray Arrows, mentre nel campionato seguente si trasferisce in Cina, prendendo parte alla Volleyball League A col Beijing.

## Vita privata
Aveva una sorella gemella come lei pallavolista, Samantha, detta Sam, morta in circostanze non del tutto chiare il 25 marzo del 2012, all'età di diciannove anni. Prima della morte di Sam, le due avevano giocato insieme a livello giovanile, scolastico ed universitario.

## Palmarès

### Club
- Campionato francese: 1

2014-15

### Nazionale (competizioni minori)
- Campionato nordamericano Under-18 2008
- Campionato nordamericano Under-20 2010
- Coppa panamericana 2016

### Premi individuali
- 2012 - NCAA Division I:  Berkeley regional All-Tournament Team
- 2012 - All-America First Team
- 2013 - All-America First Team